# Teracotona wittei
Teracotona wittei är en fjärilsart som beskrevs av Debauche 1942. Teracotona wittei ingår i släktet Teracotona och familjen björnspinnare. Inga underarter finns listade i Catalogue of Life.